# روني يونغ
روني يونغ (بالإنجليزية: Ronnie Young)‏ هو سياسي أمريكي، ولد في 19 أغسطس 1947 في مقاطعة أيكن في الولايات المتحدة، وتوفي في 19 مايو 2019 بسبب سرطان البنكرياس. نشط حزبياً في الحزب الجمهوري. وقد انتخب عضو مجلس نواب كارولاينا الجنوبية (2017 – 19 مايو 2019).